# Wiebren Veenstra
Pour les articles homonymes, voir Veenstra.
Wiebren Veenstra, né le 8 décembre 1966 à Harkema, est un coureur cycliste néerlandais. Il devient professionnel en 1988 et le reste jusqu'en 1996.

## Palmarès

### Palmarès amateur
- 1985
  - 2ea étape secteur de l'Olympia's Tour

- 1986
  - 3ea étape du Circuit franco-belge
  - 6e étape de l'Olympia's Tour

- 1987
  - Tour de Groningue
  - Tour de Zélande centrale

### Palmarès professionnel
- 1988
  - 4e étape secteur b du Circuit de la Sarthe
  - 3e étape du Tour des Pays-Bas
  - 3e du Grand Prix du 1er mai

- 1990
  - 1re et 2e étapes du Tour des Pays-Bas
  - 3e étape du Tour de Belgique
  - Veenendaal-Veenendaal
  - Grand Prix Raymond Impanis
  - 2e de la Wanzele Koerse
  - 3e du Grand Prix de la ville de Vilvorde
  - 7e de Paris-Tours

- 1991
  - 4e étape de l'Étoile de Bessèges
  - 3e étape du Tour de l'Oise
  - 2ea étape du Tour des Pays-Bas
  - Tour de Zélande centrale
  - Tour de la Haute-Sambre
  - Veenendaal-Veenendaal
  - Grand Prix Raymond Impanis
  - Wingene Koers
  - 2e du Circuit du Houtland
  - 3e du Grand Prix Briek Schotte
  - 3e de Cholet-Pays de Loire
  - 3e du Championnat des Flandres

- 1992
  - Wanzele Koerse
  - 2e du Grand Prix E3
  - 2e du Tour de Zélande centrale
  - 2e de la Wingene Koers

- 1993
  - Canadian Tire GP Toronto
  - 1re et 4e étapes du Tour DuPont
  - 9e et 13e étapes de la Fresca International Superweek

- 1994
  - 1reb étape du Tour méditerranéen
  - 1re étape du Tour DuPont
  - 4eb étape du Grand Prix du Midi libre
  - 2e étape du Tour de Grande-Bretagne
  - 2e étape de la Fitchburg Longsjo Classic
  - 3e étape du Tour des Pays-Bas
  - Grand Prix de la ville de Vilvorde
  - Grand Prix Beeckman-De Caluwé

- 1995
  - 2e étape du Critérium du Dauphiné libéré

- 1996
  - Tour du Brabant central

## Résultats sur le Tour de France
2 participations
- 1988 : non partant (10e étape)
- 1991 : 157e